# Освајачи олимпијских медаља у атлетици — бацање диска за жене
Дисциплина бацање диска у женској конкуренцији била је први пут na програму атлетских такмичења од Олимпијских игара 1928 у Амстердаму. Освајачице олимпијских медаља у бацању диска за жене приказане су у следећој табели. Резултати су дати у метрима.
| Дисциплина                  |                                        | Резултат     |                                           | Резултат |                                     | Резултат |
| Амстердам 1928. детаљи      | Халина Конопацка · Пољска              | 39,62 СР, ОР | Лилијан Копланд САД                       | 37,08    | Рут Сведберг · Шведска              | 35,92    |
| Лос Анђелес 1932. детаљи    | Лилијан Копланд САД                    | 40,58 ОР     | Рут Озборн САД                            | 40,12 ОР | Јадвига Вајс · Пољска               | 38,74    |
| Берлин 1936. детаљи         | Гизела Мауермајер Немачка              | 47,63 ОР     | Јадвига Вајс · Пољска                     | 46,22    | Паула Меленхауер Немачка            | 39,80    |
| Лондон 1948. детаљи         | Мишлен Остермер · Француска            | 41,92        | Едера Ђентиле · Италија                   | 41,17    | Жаклин Мазеас · Француска           | 40,47    |
| Хелсинки 1952. детаљи       | Нина Ромашкова · Совјетски Савез       | 51,42 ОР     | Јелисавета Багријанцева · Совјетски Савез | 47,08    | Нина Думбадзе · Совјетски Савез     | 46,29    |
| Мелбурн 1956. детаљи        | Олга Фикотова · Чехословачка           | 53,69 ОР     | Ирина Бегљакова · Совјетски Савез         | 52,54    | Нина Ромашкова · Совјетски Савез    | 52,02    |
| Рим 1960. детаљи            | Нина Пономарјова · Совјетски Савез     | 55,10 ОР     | Тамара Прес · Совјетски Савез             | 52,59    | Лија Манолију Румунија              | 52,36    |
| Токио 1964. детаљи          | Тамара Прес · Совјетски Савез          | 57,27 ОР     | Ингрид Лоц EUA2                           | 57,21    | Лија Манолију Румунија              | 56,97    |
| Мексико Сити 1968. детаљи   | Лија Манолију Румунија                 | 58,28 ОР     | Лизел Вестерман Немачка                   | 57,76    | Јолан Клајбер · Мађарска            | 54,90    |
| Минхен 1972. детаљи         | Фаина Мелник · Совјетски Савез         | 66,62 ОР     | Аргентина Мениш Румунија                  | 65,06    | Василка Стојева Бугарска            | 64,34    |
| Монтреал 1976. детаљи       | Евелин Шлак · Источна Немачка          | 69,00 ОР     | Марија Вергова Бугарска                   | 67,30    | Габријеле Хинцман · Источна Немачка | 66,84    |
| Москва 1980. детаљи         | Евелин Јал · Источна Немачка           | 69,96 ОР     | Марија Петкова Бугарска                   | 67,90    | Татјана Лесова · Совјетски Савез    | 67,40    |
| Лос Анђелес 1984. детаљи    | Рија Сталман · Холандија               | 65,36        | Лезли Дениз · Сједињене Америчке Државе   | 64,86    | Флорента Крачунеску Румунија        | 63,64    |
| Сеул 1988. детаљи           | Мартина Хелман · Источна Немачка       | 72,30 ОР     | Дијана Гански · Источна Немачка           | 71,88    | Цветанка Христова Бугарска          | 69,74    |
| Барселона 1992. детаљи      | Марица Мартен · Куба                   | 70,06        | Цветанка Христова · Бугарска              | 67,78    | Данијела Костијан · Аустралија      | 66,20    |
| Атланта 1996. детаљи        | Илке Вилуда · Немачка                  | 69,66        | Наталија Садова · Русија                  | 66,48    | Елина Зверева · Белорусија          | 65,64    |
| Сиднеј 2000. детаљи         | Елина Зверева · Белорусија             | 68,40        | Анастасија Келесиду · Грчка               | 65,71    | Ирина Јаченко · Белорусија          | 65,20    |
| Атина 2004. детаљи          | Наталија Садова · Русија               | 67,02        | Анастасија Келесиду · Грчка               | 66,68    | Ирина Јаченко · Белорусија          | 66,17    |
| Пекинг 2008. детаљи         | Стефани Браун-Трафтон · САД            | 64,74        | Јарелис Бариос · Куба                     | 63,64    | Олена Антонова · Украјина           | 62,59    |
| Лондон 2012. детаљи         | Сандра Перковић · Хрватска             | 64,74        | Дарија Пишчалникова · Русија              | 63,64    | Ли Јанфенг · Кина                   | 62,59    |
| Рио де Жанеиро 2016. детаљи | Сандра Перковић · Хрватска             | 68,21        | Мелина Робер-Мишон · Француска            | 66,73    | Денија Кабаљеро · Куба              | 65,34    |
| Токио 2020. детаљи          | Валари Олман Сједињене Америчке Државе | 68,98        | Кристин Пруденц Немачка                   | 66,86    | Јаиме Перез Куба                    | 65,72    |
| Париз 2024. детаљи          | Валари Олман Сједињене Америчке Државе | 69,50        | Фенг Бин Кина                             | 67,51    | Сандра Елкасевић · Хрватска         | 67,51    |
| Лос Анђелес 2028.           |                                        |              |                                           |          |                                     |          |

Легенда:
- ° Светски рекорд
- 1 Олимпијски рекорд
- 2 Олимпијци Западне и Источне Немачке наступали као једна екипа.

## Биланс олимпијских медаља у бацању диска за жене
Закључно са ЛОИ 2024.
|     | Држава                    | Злато | Сребро | Бронза |    |
| --- | ------------------------- | ----- | ------ | ------ | -- |
| 1.  | Совјетски Савез           | 4     | 3      | 3      | 10 |
| 2.  | Сједињене Америчке Државе | 4     | 3      | 0      | 7  |
| 3.  | Источна Немачка           | 3     | 1      | 1      | 5  |
| 4.  | Немачка                   | 2     | 1      | 1      | 4  |
| 5.  | Хрватска                  | 2     | 0      | 1      | 3  |
| 6.  | Русија                    | 1     | 2      | 0      | 3  |
| 7.  | Румунија                  | 1     | 1      | 3      | 5  |
| 8.  | Куба                      | 1     | 1      | 2      | 4  |
| 9.  | Белорусија                | 1     | 0      | 3      | 4  |
| 10. | Пољска                    | 1     | 1      | 1      | 3  |
| 10. | Француска                 | 1     | 1      | 1      | 3  |
| 12. | Холандија                 | 1     | 0      | 0      | 1  |
| 12. | Чехословачка              | 1     | 0      | 0      | 1  |
| 14. | Бугарска                  | 0     | 3      | 2      | 5  |
| 15. | Грчка                     | 0     | 2      | 0      | 2  |
| 16. | Кина                      | 0     | 1      | 1      | 2  |
| 17. | EUA1                      | 0     | 1      | 0      | 1  |
| 17. | Италија                   | 0     | 1      | 0      | 1  |
| 17. | Западна Немачка           | 0     | 1      | 0      | 1  |
| 20. | Аустралија                | 0     | 0      | 1      | 1  |
| 20. | Мађарска                  | 0     | 0      | 1      | 1  |
| 20. | Украјина                  | 0     | 0      | 1      | 1  |
| 20. | Шведска                   | 0     | 0      | 1      | 1  |
|     | Укупно 23 земаља          | 23    | 23     | 23     | 69 |